# Un animal dans la Lune
Un animal dans la Lune est la dix-septième et dernière fable du livre VII de La Fontaine situé dans le second recueil des Fables de La Fontaine, édité pour la première fois en 1678. 
La fable est composée de 72 vers.
Après un long prologue qui constitue l’essentiel de la fable, La Fontaine émet une critique subtile contre les guerres menées par Louis XIV et prend pour exemple le roi Charles d'Angleterre qui veut la paix. L'auteur suggère que la France retrouve les joies de la paix (« La paix fait nos souhaits, et non pas nos soupirs. »).
Les quatre derniers vers soulignent que le règne d'Auguste (période calme et sans guerre) vaut bien les exploits de Jules César (auquel Louis XIV est implicitement comparé), et que les poètes et hommes de lettres jouiront aussi de la paix revenue (« quand la paix viendra-t-elle / Nous rendre comme vous tout entiers aux beaux arts ? »).
La fable a été mise en musique par Stefan Wolpe en 1925.[réf. nécessaire]

## Texte de la fable
Pendant qu'un Philosophe assure

Que toujours par leurs sens les hommes sont dupés,

            Un autre Philosophe jure

            Qu'ils ne nous ont jamais trompés.

Tous les deux ont raison ; et la Philosophie

Dit vrai, quand elle dit que les sens tromperont

Tant que sur leur rapport les hommes jugeront ;

            Mais aussi si l'on rectifie

L'image de l'objet sur son éloignement,

            Sur le milieu qui l'environne,

            Sur l'organe et sur l'instrument,

            Les sens ne tromperont personne.

La nature ordonna ces choses sagement.

J'en dirai quelque jour les raisons amplement.

J'aperçois le soleil ; quelle en est la figure ?

Ici-bas ce grand corps n'a que trois pieds de tour :

Mais si je le voyais là-haut dans son séjour,

Que serait-ce à mes yeux que l'œil de la nature ?

Sa distance me fait juger de sa grandeur ;

Sur l'angle et les côtés ma main la détermine ;

L'ignorant le croit plat, j'épaissis sa rondeur ;

Je le rends immobile, et la terre chemine.

Bref je démens mes yeux en toute sa machine.

Ce sens ne me nuit point par son illusion.

            Mon âme en toute occasion

Développe le vrai caché sous l'apparence.

            Je ne suis point d'intelligence

Avecque mes regards peut-être un peu trop prompts,

Ni mon oreille lente à m'apporter les sons.

Quand l'eau courbe un bâton, ma raison le redresse :

            La raison décide en maîtresse.

            Mes yeux, moyennant ce secours,

Ne me trompent jamais, en me mentant toujours.

Si je crois leur rapport, erreur assez commune,

Une tête de femme est au corps de la lune.

Y peut-elle être ? Non. D'où vient donc cet objet ?

Quelques lieux inégaux font de loin cet effet.

La lune nulle part n'a sa surface unie :

Montueuse en des lieux, en d'autres aplanie,

L'ombre avec la lumière y peut tracer souvent

            Un homme, un bœuf, un éléphant.

Naguère l'Angleterre y vit chose pareille.

La lunette placée, un animal nouveau

            Parut dans cet astre si beau ;

            Et chacun de crier merveille :

Il était arrivé là-haut un changement

Qui présageait sans doute un grand événement.

Savait-on si la guerre entre tant de puissances

N'en était point l'effet ? Le Monarque accourut :

Il favorise en Roi ces hautes connaissances.

Le Monstre dans la lune à son tour lui parut.

C'était une Souris cachée entre les verres :

Dans la lunette était la source de ces guerres.

On en rit. Peuple heureux, quand pourront les François

Se donner comme vous entiers à ces emplois ?

Mars nous fait recueillir d'amples moissons de gloire :

C'est à nos ennemis de craindre les combats,

A nous de les chercher, certains que la victoire,

Amante de Louis, suivra partout ses pas.

Ses lauriers nous rendront célèbres dans l'histoire.

            Même les filles de Mémoire

Ne nous ont point quittés ; nous goûtons des plaisirs ;

La paix fait nos souhaits, et non pas nos soupirs.

Charles en sait jouir. Il saurait dans la guerre

Signaler sa valeur et mener l'Angleterre

A ces jeux qu'en repos elle voit aujourd'hui.

Cependant, s'il pouvait apaiser la querelle,

Que d'encens ! Est-il rien de plus digne de lui ?

La carrière d'Auguste a-t-elle été moins belle

Que les fameux exploits du premier des Césars ?

O peuple trop heureux, quand la paix viendra-t-elle

Nous rendre comme vous tout entiers aux beaux arts ?
— Jean de La Fontaine, Fables de La Fontaine, Un animal dans la Lune, texte établi par Jean-Pierre Collinet, Fables, contes et nouvelles, Gallimard, « Bibliothèque de la Pléiade », 1991, p. 283